# Heriberto Bodeant
Heriberto Andrés Bodeant Fernández (ur. 15 czerwca 1955 w Young) – urugwajski duchowny rzymskokatolicki, w latach 2003–2021 biskup Melo, biskup Canelones od 2021.

## Życiorys
Święcenia kapłańskie otrzymał 27 września 1986 i został inkardynowany do diecezji Salto. Pracował jako m.in. wykładowca seminarium w Montevideo, dyrektor wydziału duszpasterskiego kurii diecezjalnej, a także jako sekretarz komisji Episkopatu Urugwaju ds. powołań i świeckich posług.
28 czerwca 2003 papież Jan Paweł II mianował go biskupem tytularnym Ampory i pomocniczym biskupem Salto. Sakry biskupiej udzielił mu 27 września 2003 ówczesny ordynariusz tejże diecezji, Daniel Gil Zorrilla.
13 czerwca 2009 został mianowany biskupem Melo.
19 marca 2021 papież Franciszek przeniósł go na urząd biskupa Canelones. Ingres do katedry w Canelones odbył 18 kwietnia 2021.
W latach 2013–2016 pełnił funkcję sekretarza generalnego Konferencji Episkopatu Urugwaju.